# Turritella yucatecanum
Turritella yucatecanum är en snäckart som beskrevs av Dall 1881. Turritella yucatecanum ingår i släktet Turritella och familjen tornsnäckor. Inga underarter finns listade i Catalogue of Life.